# Río Colomera
El río Colomera es un río del sur de la península ibérica que transcurre por las provincias de provincia de Jaén y Granada, España, y desemboca en el río Cubillas. Es uno de los cauces principales de la comarca de los Montes. 

## Curso
Nace de varios arroyos en la Sierra del Trigo y de Montillana, dentro de la provincia de Jaén, donde se le conoce como río Luchena. Al poco de entrar en la de Granada, sus aguas son retenidas en el embalse de Colomera, nombre que toma del río en la confluencia (por la izquierda) del río de Benalúa, hoy bajo las aguas del embalse. Desde la presa las aguas son derivadas hacia el sistema de riego de Colomera-Cubillas-Deifontes, lo que resta salvajismo y caudal al río. A su paso por la vertical de la población de Colomera (alejada del cauce).
En su curso se encuentra el embalse de Colomera de 42,5 hm³ de capacidad.